# Saint-Didier-de-la-Tour
Saint-Didier-de-la-Tour ist eine französische Gemeinde mit 2125 Einwohnern (Stand: 1. Januar 2022) im Département Isère in der Region Auvergne-Rhône-Alpes. Saint-Didier-de-la-Tour gehört zum Arrondissement La Tour-du-Pin und zum gleichnamigen Kanton La Tour-du-Pin. Die Einwohner werden Casselards genannt.

## Geographie
Saint-Didier-de-la-Tour liegt etwa 55 Kilometer westsüdwestlich von Lyon am Lac Saint-Félix, der über den Fluss Moulins in den Bourbre entwässert, als banlieue im Südosten von La Tour-du-Pin. Umgeben wird Saint-Didier-de-la-Tour von den Nachbargemeinden Saint-Clair-de-la-Tour im Norden, Saint-André-le-Gaz im Osten, Le Passage im Südosten, Chélieu im Süden, Montagnieu im Südwesten, Sainte-Blandine im Westen sowie La Tour-du-Pin im Nordwesten.
Die Autoroute A43 führt am nördlichen Gemeinderand entlang.

## Bevölkerungsentwicklung
| Jahr                       | 1962 | 1968 | 1975 | 1982 | 1990 | 1999 | 2006 | 2012 |
| -------------------------- | ---- | ---- | ---- | ---- | ---- | ---- | ---- | ---- |
| Einwohner                  | 925  | 949  | 1116 | 1127 | 1310 | 1419 | 1630 | 1836 |
| Quellen: Cassini und INSEE |      |      |      |      |      |      |      |      |

## Sehenswürdigkeiten
- Kirche aus dem 19. Jahrhundert
- Schloss Pin aus dem 17. Jahrhundert
- Wehrhaus in Maison La Blanche aus dem 13. Jahrhundert und Wehrhaus in Le Pin aus dem 14. Jahrhundert